# カール・ルートヴィヒ・コッホ

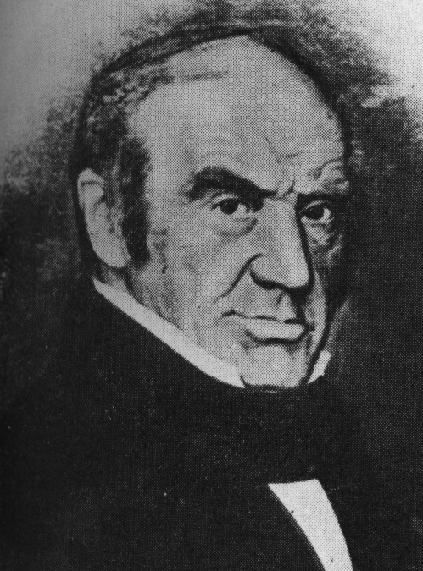
Carl Ludwig Koch

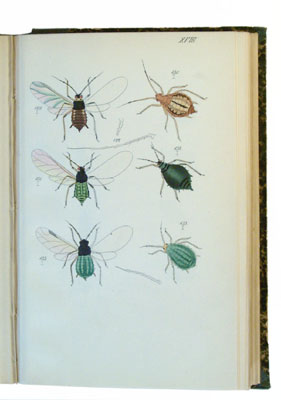
Die Pflanzenläuse, Aphidenの図版

カール・ルートヴィヒ・コッホ（Carl Ludwig Koch 、1778年9月21日 - 1857年8月23日）は、ドイツの昆虫学者、クモ学者である。ブラジリアンホワイトニータランチュラ （Acanthoscurria geniculata）などを含む多くのクモ類の記載を行った。

## 生涯
クーゼル（Kusel）に生まれた。ブルクレンゲンフェルトの森林監督官などを務めた。カール・ヴィルヘルム・ハーン（Carl Wilhelm Hahn）が刊行を始めた16巻の『クモ』（"Die Arachniden"）の執筆を引き継ぎ、その12巻を執筆した。パンツァー（Georg Wolfgang Franz Panzer）の『ドイツの昆虫誌』（"Faunae Insectorum Germanicae Initia. Deutschlands Insekten".）のクモ類の章も執筆した。
ゲオルグ・カール・ベレント（Georg Karl Berendt）の昆虫のコレクションをもとにベレントと共著で、"Die im Bernstein befindlichen Myriapoden, Arachniden und Apteren der Vorwelt "(1854)を執筆した。クモ類の記載においてはC. L. Kochの表記が用いられる
息子の ルートヴィッヒ・カール・クリスティアン・コッホもクモ学を専門とする昆虫学者である。息子の分類学での表記は L. Kochが用いられる。

## 著書
- Die Pflanzenläuse, Aphiden. Lotzbeck, Nürnberg 1857.
- Übersicht des Arachnidensystems. Zeh, Nürnberg 1837–50.
- Deutschlands Crustaceen, Myriapoden und Arachniden. Pustet, Regensburg 1835–44.
- Die Arachniden. 3巻-16巻.Carl Wilhelm Hahnの著作を継続. Nürnberg 1831–45 , Nürnberg 1848
- System der baierischen Zoologie. Nürnberg, München 1816.
- Die Myriapoden. H. W. Schmidtによる出版, Halle 1863